# Robert Childers Barton

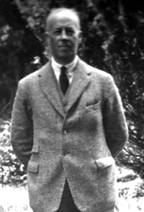
Robert Childers Barton

Robert Childers Barton (irisch Riobárd Bartún, * 1881 im County Wicklow; † 10. August 1975 ebenda) war ein irischer Rechtsanwalt, Politiker und Gutsbesitzer. Er war einer der Unterhändler des Anglo-Irischen Vertrags von 1921.

## Leben
Barton wurde als Sohn einer wohlhabenden protestantischen Landbesitzerfamilie geboren. Sein Vater war Charles William Barton und seine Mutter Agnes Childers. Er war der erste Cousin von Robert Erskine Childers. Barton war verheiratet mit Rachel Warren, der Tochter von Fiske Warren.
Nach Ausbildung in Rugby und Oxford wurde er bei Ausbruch des Ersten Weltkriegs Offizier der Royal Dublin Fusiliers. Während des Osteraufstands im April 1916 war er in Dublin stationiert. Als Zeichen des Protests gegen die heftige britische Gegenreaktion auf den Aufstand entsagte er seiner Offiziersstellung und schloss sich der republikanischen Bewegung an.
Im Jahre 1918 wurde er für Sinn Féin im Wahlkreis West Wicklow ins britische Parlament gewählt. Wie andere Sinn Féin-Vertreter nahm er sein Mandat nicht an und ging stattdessen in den ersten Dáil Éireann, das irische Parlament. Im Februar 1919 wurde er wegen Aufwiegelung inhaftiert, konnte aber am St. Patricks-Tag aus dem Mountjoy Prison in Dublin entkommen. Er wurde im Januar 1920 wieder inhaftiert und zu drei Jahren Haft verurteilt. Im Rahmen einer generellen Amnestie im Juli 1921 wurde er vorzeitig entlassen.
Barton wurde im Anschluss zum Landwirtschaftsminister der Republik Irland ernannt, danach zum Außenminister. Im Jahre 1921 wurde er in den zweiten Dáil gewählt. Er nahm an den Verhandlungen zum Anglo-Irischen Vertrag teil. Widerstrebend unterschrieb der diesen Vertrag im selben Jahr. Während des irischen Bürgerkriegs stand er auf Seiten von Eamon de Valera.
Im Juni 1922 wurde er in den dritten Dáil gewählt, nahm sein Mandat jedoch nicht an und verließ die Politik. Er wurde Richter; von 1934 bis 1954 war er Vorsitzender der Agricultural Credit Corporation. 